# مطار وشهان شهينوفينغ
مطار وشهان شهينوفينغ (بالإنجليزية: Wushan Shennüfeng Airport)‏ و(بالصينية: 巫山神女峰机场) () مطار عام يقع بمدينة ووشان في تشونغتشينغ في الصين. .

## وصلات خارجية
- http://www.flightstats.com/go/Airport/airportDetails.do?airportCode=